# Sigurd Slembe
Sigurd Magnusson Slembe (eller Slembedjakn) (død 1139) var en norsk tronprætendent i borgerkrigstiden. Tilnavnet kan oversættes som "den slemme/usle degn" - norrønt djakn var en forvanskning af latin diaconus - i moderne dansk er det blevet til "degn". 

## Baggrund
Sigurds mor hed Tora, datter af Sakse i Vik, og søster til Sigrid, der var mor til kong Olav Magnusson som døde i 1115. Sigurd Slembe var altså fætter til en af Magnus Barfods sønner. Sigurd selv voksede op som søn af præsten Adalbrikt. Som barn blev han sat til bogen og senere viet til diakon. Ifølge Snorre var han en stor, køn mand med tyndt, men kønt hår; dygtig til al idræt, men tidligt vild og dumdristig; deraf tilnavnet Slembedjakn. Da han  af sin mor fik at høre, at han, ligesom sin fætter Olav, var søn af Magnus Barfod, forlod han Norge. Han rejste længe omkring, besøgte Jerusalem, Jordanfloden og andre kendte pilegrimsmål. Da han kom hjem, tog han på handelsfærd. En vinter holdt han en tid til på Orknøerne og besøgte også kong David af Skotland, der gjorde ære på ham. Her giftede han sig med Audhild Torleivsdatter, som kom fra en mægtig familie i Katanes og var kusine af Orknø-jarlene Harald og Pål. Senere kom Sigurd til Danmark, hvor han og hans mænd påstod, at han havde fået gudsdom  for, hvem far hans var, og at det havde vist sig, at han var søn af kong Magnus, med fem biskopper til stede. 
Da Harald Gille havde været konge i Norge i seks år, kom Sigurd til landet (1136). Han fandt Harald i Bergen og bad ham om at vedkende sig, at de to var halvbrødre. Begge hævdede at være sønner af Magnus Barfod - i lighed med de tre afdøde konger Øystein Magnusson, Sigurd Jorsalfar og Olav Magnusson. (Ingen af de fem var født i ægteskab.) Harald Gille afslog anmodningen og anklagede i stedet Sigurd for drabet på en af kongens venner. Nogle af Harald Gilles mænd fik lokket Sigurd med om bord i en båd og roede fra Bergen mod nord. Da han fik mistanke om, at to af dem ville smide ham i vandet, greb han dem i hver hånd og kastede sig over bord med dem begge. Det tog tid at få vendt båden, så Sigurd nåede at svømme til land, hvor han gemte sig og hundefrøs natten igennem.  Efter et lokalt sagn søgte han ly i en hule i bydelen Mjølkeråen i Bergen. Hulen er siden blevet kaldt Slembehola (Slembe-hulen),  og så sent som i 1950'erne kunne en voksen mand krybe ind i den. 

## Magtkampen
Efter den forskrækkelse holdt Sigurd sig i skjul frem til Luciamessedag. Da gik han og hans mænd til det herberge, hvor kong Harald overnattede hos sin frille Tora Guttormsdatter. De brød døren op og gik ind med trukne våben. Kongen var fuld og vågnede først, da han fik det første hug. Han blev dræbt, og i daggryet roede Sigurd og hans følge fra Bergen forbi kongsgården. Sigurd rejste sig og talte til dem, der stod på kongens brygge og tog skylden for drabet på sig, og bad om, at de skulle tage ham til konge. Men forsamlingen svarede, at de aldrig ville undergive sig en mand, der havde myrdet sin bror. De råbte også: "Men om han ikke var din bror, havde du alligevel ingen ret haft til at være konge." Så slog de våbnene sammen og dømte Sigurd og hans følge fredløse. Der blev blæst i kongeluren og alle lendmænd og hirden kaldt sammen. Sigurd sejlede nordpå til Nordhordland og holdt ting med bønderne der. De tog ham til konge. Også i Sogn og Fjordane blev han vel modtaget. 
Derefter hentede Sigurd Magnus den Blinde ud fra klostret, hvor han opholdt sig, efter at han var blevet fanget og blindet af Harald Gille. Både Sigurd og Magnus havde støtter i Danmark, og store dele af deres hær bestod af danskere. Der dannede sig en stærk alliance mod dem, da Haralds mænd samlede sig om hans mindreårige søn, den senere Sigurd Munn, som Tora Guttormsdatter var mor til. Samtidig sørgede Haralds enke, Ingrid, for at få sin søn, Inge Krokrygg, taget til konge. Til sidst måtte Sigurd forlade Norge, men vendte tilbage på et rent plyndringstogt i 1138. Folk flygtede skrækslagne, mens deres hjembygder blev plyndret og nedbrændt. I Morkinskinna beskrives Sigurds togt med "skarpe sværdblade, ituhugne brynjer, arrede skjolde, spydskafter røde af blod, og stormblæste faner over de stridende tropper." 
I slaget ved Holmengrå i 1139 tabte Magnus og Sigurd til kong Inge Krokryggs mænd. Magnus den Blinde faldt. Sigurd Slembe, der var fører for hæren, blev fanget og pint til døde. Snorre skriver, at de knuste hans arme og ben, og derefter rev hans tøj af og ville flå ham levende; de sled huden af hans hoved, men kunne ikke gøre mere, fordi det blødte meget. I stedet piskede de hans hud itu med skindsvøber. Derefter dunkede de ham i ryggen til hans rygrad knækkede. Til sidst blev han slæbt hen til et træ og hængt, hvorefter hans hoved blev hugget af, og hans krop gravet ned i en stenhøj.
Det sagdes, at han ikke klagede sig mere, end om de havde slået på en stok eller sten. Under torturen skulle han have talt lige så let, som når han sad på ølbænken; han talte hverken højere eller lavere eller mere skælvende end ellers. Han talte frem til sin død og sang en tredjedel af psalterium (den latinske oversættelse af salmerne i Det gamle testamente). Præsten, der havde kirken nærved, lod Sigurds lig føre dertil. Den præst var en ven af Haraldsønnerne, som blev vrede på ham og fragtede den døde tilbage til sin oprindelige plads. Præsten måtte også betale en bøde. Men Sigurd Slembes venner kom senere fra Danmark og hentede den døde med skib og fik ham gravlagt i Mariakirken (vore dages Frue kirke) i Ålborg. 

## Eftermæle
Der er fortalt om Sigurd Slembe og andre tronprætendenter og konger i de norske kongesager, Snorre Sturlasons Heimskringla.
Sigurd Slembe er også navn på et historisk drama af den norske forfatter Bjørnstjerne Bjørnson (1863).